# TV Jornal (Teresina)
TV Jornal é uma emissora de televisão brasileira sediada em Teresina, capital do estado do Piauí. Opera no canal 20 UHF digital e é afiliada à TV Cultura, integrando o Grupo Meio.

## História

### Canal 19 (2004-2019)
Em 2004, o canal 19 entrou no ar experimentalmente, retransmitindo integralmente a programação nacional da Band. Na época, a TV Meio Norte inseria os primeiros programas locais na maior parte do horário da Band pelo canal 7, ou seja, a região de Teresina tinha duas emissoras transmitindo a mesma rede. O canal 7 era ocupado pelos programas locais e a programação da rede exibida em time-delay, enquanto o canal 19 era repetidora, exibindo a programação integral da Band sem interferências (inclusive os comerciais).
Em setembro de 2007, trocou a Bandeirantes pela RedeTV! e iniciou exibição dos primeiros programas locais da TV Meio Norte. Na época, com a RedeTV!, tinha possibilidade de lançamento oficial do canal e do nome definitivo da estação, que seria a TVI, já que, ao que tudo indicava, seguiria retransmitindo a rede, o que não ocorreu. Em 20 de setembro de 2009, sem aviso prévio aos telespectadores, a emissora troca a RedeTV! pela Rede 21 (que tem 22 horas de programação da Igreja Mundial do Poder de Deus).
O motivo da mudança foi por conta da rede ter dado pouco ou nenhum espaço dos acontecimentos do Piauí (alguns com repercussão nacional) aos telejornais da RedeTV! (como as chuvas e as cheias de 2009), pois a rede preferia noticiar fatos ocorridos nos cinco estados (a maioria sem nenhuma repercussão em outras redes), onde estão instalados sedes das cinco emissoras próprias da RedeTV! e algumas afiliadas no Sul, Sudeste e Centro-Oeste, o que levou reclamações da direção. Por causa disso, a direção da emissora decidiu romper com a RedeTV! e transmitir a Rede 21. Porém, o site ADTV afirmou que a saída da RedeTV! no canal 19 deveu-se a pressões do Grupo Bandeirantes para que a afiliada TV Meio Norte (do Grupo Meio Norte) parasse de cortar a programação da rede nacional, sob pena de romper com a emissora e procurar outras afiliadas de Teresina e no interior, para que se interessem a transmitir a Bandeirantes e ao optar afiliação à Rede 21, o Grupo Meio Norte pretende que o Grupo Bandeirantes reduza as pressões.[carece de fontes?]
Com mudança de rede em 2009, a emissora, que apenas repetia o sinal da rede, passa então a arrendar aos pastores da Igreja Mundial em Teresina para fazer cultos e pregações, mediante o pagamento de mensalidade. Com o espaço da emissora local cedido e pago, o Grupo Meio Norte gasta pela melhoria de sinais, sons e imagens do canal 19, o que ocorre em etapas, entre 2010 a 2011, quando o sinal da emissora melhora e quase ultrapassa a cobertura de Teresina, ao ser captado em Timon (no Maranhão), chegando ao acréscimo de poucos quilômetros.
Em agosto de 2010, surge uma informação pelo Portal 180 Graus de que a emissora poderá mudar de rede, deixando a Rede 21 e voltar com a Rede Bandeirantes, pois a TV Meio Norte vai operar sem afiliações e totalmente local, como emissora independente. Antes e depois dessa notícia, a mudança foi adiada diversas vezes (inclusive até a data da posse dos políticos eleitos no Piauí em 2010) até 1º de janeiro de 2011, quando a TV Meio Norte passou operar sem afiliações e independente, mas nada mudou no canal 19. Com o passar do tempo, a emissora passou também a transmitir a Rede Mundial.
A parceria do “contrato de aluguel” entre a emissora com a Rede 21 e a TV Igreja Mundial que durava 3 anos e 3 meses, chega ao fim em 9 de fevereiro de 2013, no dia de sábado. Nesse dia, a emissora passou a retransmitir a programação da Rede Meio Norte. A imprensa só noticiou mudança só na semana seguinte, quase uma semana depois. Segundo o Portal 180 Graus, ao entrar em contato com o Grupo Meio Norte,foi confirmado o fim de contrato e que os pastores dessa igreja não tem mais interesse em renová-lo, o que levou ao fim do contrato. Porém, o site TV Piauí afirma que a parceria chegou ao fim logo após a divergência dos valores referentes a renegociação de concessão para a exibição dos programas da igreja. Com isso, o canal não voltará mais a exibir a programação religiosa realizada desde 2009. Segundo notícias adicionais, com saída da Rede 21 e Rede Mundial, o sistema Meio Norte optou por retransmitir a programação da própria Rede Meio Norte até uma rede definitiva. A negociação já começou com grandes emissoras: as ex-afiliadas RedeTV! e Bandeirantes, as futuras afiliadas TV Esporte Interativo e a Rede União. A decisão só vai ser feita em abril de 2013.
Em 1º de abril, depois de quase dois meses espelhando a programação da Meio Norte, a emissora passou a transmitir a Rede Mundial, não mais a Rede 21, contrariando expectativa de nova rede. No entanto, surgiu suspeitas de que Grupo Meio Norte e os pastores da igreja aproveitaram breve ausência da igreja no canal 19 para voltarem a negociar. Em junho de 2018, deixou de transmitir à Rede Mundial, passando a espelhar novamente a programação exibida pela TV Meio Norte Teresina.

### TV Jornal Meio Norte (2019-2020)

Logotipo da TV Jornal Meio Norte, usado até 2020, quando passou a se chamar apenas TV Jornal.

No fim de 2018, saíram informações de que o Grupo Meio Norte de Comunicação estaria planejando o lançamento de um canal de notícias aberto que teria operação conjunta com a Rede Meio Norte e os demais veículos noticiosos do grupo, utilizando o canal 19. Em janeiro de 2019, foi divulgado que a emissora se chamaria TV Jornal Meio Norte (a exemplo da rádio e do jornal homônimos), e seu lançamento estava inicialmente previsto para depois do carnaval, havendo a possibilidade de migração de programas da TV Meio Norte para a futura emissora.
Em maio, foram divulgados novos detalhes sobre a emissora, que além de exibir atrações próprias, passaria a retransmitir toda a programação ao vivo da Rádio Jornal Meio Norte, fazendo um complemento as operações da rádio, com a adição de correspondentes ao vivo e uma maior interação com o público através das redes sociais. A data de estreia foi remarcada para 27 de maio, e posteriormente, para 3 de junho. A emissora foi inaugurada às 6h com a transmissão do programa Notícias da Boa, apresentado por Cinthia Lages.